# Первомайский молочноконсервный комбинат
Первомайский молочноконсервный комбинат (укр. Первомайський молочноконсервний комбінат) — предприятие пищевой промышленности в городе Первомайск Николаевской области.

## История

### 1952 - 1991
Строительство предприятия началось в 1952 году в соответствии с пятым пятилетним планом развития народного хозяйства СССР, 14 февраля 1956 года комбинат производственной мощностью 20 млн. условных банок молочных консервов в год был официально введён в эксплуатацию.
В 1967 году за производственные достижения комбинат был награждён памятным Красным знаменем Первомайского горкома и горисполкома.
В январе 1971 года за досрочное выполнение восьмого пятилетнего плана комбинат был награждён орденом Трудового Красного Знамени.
В 1980 году производственные мощности комбината составляли 67,4 млн. условных банок молочных консервов в год.
По состоянию на начало 1982 года предприятие выпускало свыше 15 наименований молочной продукции (цельное сгущённое молоко с сахаром, натуральное кофе со сгущённым молоком с сахаром, кефир и мороженое), в состав комбината входили Первомайский молочноконсервный завод, а также Константиновский, Кривоозёрский и Врадиевский маслозаводы.
В ноябре 1989 года комбинат (ранее являвшийся предприятием союзного подчинения) передали в ведение Госагропрома УССР.
В целом, в советское время комбинат входил в число ведущих предприятий города.

### После 1991
После провозглашения независимости Украины государственное предприятие было приватизировано, в 1994 году - преобразовано в закрытое акционерное общество.
Начавшийся в 2008 году экономический кризис осложнил положение комбината, в 2009 году собственником контрольного пакета акций предприятия стала компания ООО "Волошкове поле", после чего комбинат был реорганизован в открытое акционерное общество. В связи с нехваткой сырья в начале 2011 года руководством комбината было принято решение о создании собственной молочной фермы.
2015 год комбинат завершил с чистым убытком в размере 25,6 млн. гривен.
12 июля 2016 года хозяйственный суд Николаевской области начал дело о банкротстве ОАО «Первомайский молочноконсервный комбинат», но 2016 год комбинат завершил с чистой прибылью 900 тыс. гривен.

## Современное состояние
Предприятие производит цельномолочную продукцию, сгущённое молоко в жестяных банках, твёрдые сыры, мягкие сыры и сливочное масло.